# 邁克·羅利
邁克爾·愛德華·「邁克」·羅利（英語：Michael Edward "Mike" Lowry；1939年3月8日—2017年5月1日），是美國的民主黨政治人物，前美國眾議院華盛頓州第七國會選區議員及華盛頓州州長。

## 生平
羅利出生在华盛顿州圣约翰，是海倫·（懷特）（Helen (White)）和羅伯特·羅利（Robert Lowry）的兒子，1962年畢業於華盛頓州立大學，之後曾短暫在華盛頓州參議院工作，以及擔任集體健康合作社的說客。到1975年他當選為金县縣議會議員，並在1979年成為美國眾議院|華盛頓州第七國會選區代表議員，直到1989年。
1983年，他曾參與填補突然逝世的民主黨籍參議員亨利·M·傑克遜餘下任期之聯邦參議員補選，但輸給共和黨前州長、被任命的時任參議員丹·埃文斯；1988年他再次參選，唯在激烈的選戰中再次敗陣，輸給共和黨的斯雷德·戈登。
1992年羅利當選為華盛頓州州長，任內設立了基於市民支付能力的全州健康保險體系，其後因為副新聞秘書蘇珊·奧爾布賴特（Susanne Albright）指控他作出不適當的言論和愛撫的性骚扰醜聞而未有競逐第二個任期。2000年他參選公共土地專員不成功，後來積極為華盛頓農民工提供經濟適用房。
2017年5月1日，羅利因中風併發症去世，終年78歲。

## 與亞西爾·阿拉法特的比較
由於邁克·羅利與亚西尔·阿拉法特相貌相似，因此在羅利的政治生涯中，二人經常被華盛頓州的媒體和政治對手比較。據一些傳媒報導，羅利以前刮鬍是為了避免與巴勒斯坦領袖比較而進行的行為。

## 外部連結
- 邁克·羅利－美國國會國家人物傳記大辭典
- Congressional Papers at the University of Washington library （页面存档备份，存于）
- Oral history interview with Mike Lowry （页面存档备份，存于）, 2006 Seattle Civil Rights and Labor History Project（英语：Seattle Civil Rights and Labor History Project）

| 美国众议院             | 美国众议院                                                | 美国众议院               |
| ---------------------- | --------------------------------------------------------- | ------------------------ |
| 前任者： 約翰·坎寧安   | 華盛頓州第七國會選區 眾議院議員 1979年－1989年            | 繼任者： 吉姆·麥克德莫特 |
| 政党职务               |                                                           |                          |
| 前任者： 亨利·M·傑克遜 | 美國參議員華盛頓州民主黨被提名人 （第1類） 1983年、1988年 | 繼任者： 羅恩·西姆斯     |
| 前任者： 布思·加德納   | 華盛頓州州長民主黨被提名人 1992年                         | 繼任者： 駱家輝          |
| 官衔                   |                                                           |                          |
| 前任者： 布思·加德納   | 華盛頓州州長 1993年－1997年                               | 繼任者： 駱家輝          |